# Aymen Hacen
Aymen Hacen, né le 24 août 1981 à Hammam Sousse, est un poète, écrivain, essayiste et chroniqueur littéraire tunisien d'expression française.

## Biographie

### Études et carrière professionnelle
Après avoir obtenu l'agrégation de lettres françaises à l'École normale supérieure de Tunis en 2005, il a été doctorant sous la direction de Jean-Marie Gleize à l'École normale supérieure de Lyon et de Mohamed Kameleddine Gaha à la faculté des arts, des lettres et des humanités de La Manouba.
Enseignant à l'Institut supérieur des langues appliquées de Moknine (université de Monastir), de septembre 2008 à décembre 2013, Aymen Hacen enseigne désormais la littérature et la civilisation françaises à l'École normale supérieure de Tunis.

### Activités littéraires
Il a publié des recueils de poèmes, des essais, des traductions et des chroniques littéraires.
En janvier 2006, une partie du numéro spécial de la revue de littérature roumaine francophone Saeculum lui est consacré avec ses poèmes, ses articles critiques sur Emil Cioran et Samuel Beckett et un entretien avec le poète et critique Eugène Van Itterbeek. Du 23 au 24 février 2008, il participe au Maghreb des livres tenu à la mairie du 13e arrondissement de Paris et y anime un débat portant sur la traduction de l'arabe vers le français et du français vers l'arabe en Tunisie, en présence de Habib Selmi et de son traducteur Yves Gonzalez-Quijano.
Outre des chroniques régulières dans La Presse de Tunisie, premier quotidien francophone du pays, où Aymen Hacen écrit depuis 2006, il a publié dans Les Lettres françaises et a tenu des chroniques et un journal sur le site de Causeur. Il dirige également la partie en langue française de la revue Alfikrya, mensuel de pensée éclairée, né après la révolution de 2011.

### Accusations de harcèlement moral et sexuel
En novembre 2019, dans le contexte du mouvement EnaZeda, Aymen Hacen est nommément cité dans une pétition pour des « pratiques harcelantes et intimidantes » dans le cadre de ses activités d'enseignant à l'ENS de Tunis. Cette pétition ouvre la voie à plusieurs prises de parole en France pour dénoncer des faits de harcèlement et d'agression sexuelle lorsqu'il était étudiant en France, notamment par son ancienne colocataire à l'ENS de Lyon, la linguiste Laélia Véron. Le 26 décembre, Aymen Hacen est suspendu de ses fonctions par le rectorat.

## Publications

### Ouvrages
- Bourgeons et prémices, éd. La Balance, Sousse, 1999 (poésie)
- Dans le creux de ma main, éd. L'Harmattan, Paris, 2003 (poésie)
- Alphabet de l'heure bleue, éd. La Balance, Sousse, 2005 (poésie ; postface de Pierre Garrigues ; rééd. éd. Jean-Pierre Huguet, Saint-Julien-Molin-Molette, 2007 avec une préface d'Yves Leclair)
- Correspondance avec l'écrivain Camille Laurens, éd. Services culturels de l'ambassade de France en Tunisie, Tunis, 2005
- Stellaire. Découverte de l'homme gauche, éd. Fata Morgana, Fontfroide-le-Haut, 2006
- Le gai désespoir de Cioran, éd. Miskiliani, Tunis, Tunisie, 2007 (essai)
- Erhebung, éd. Jean-Pierre Huguet, Saint-Julien-Molin-Molette, 2008 (textes accompagnés de photographies de Yan Tomaszewski)
- Le silence la cécité, éd. Jean-Pierre Huguet, Saint-Julien-Molin-Molette, 2009 (préface de Bernard Noël)
- Il a tant donné, j'ai peu reçu de Mohamed Ghozzi, éd. Centre national de traduction, Tunis, 2009 (traduction de l'arabe au français)
- Présentielle. Fragments du déjà-vu, éd. Walidoff, Tunis, 2010 (récit)
- Glorieux mensonge, éd. Perspectives, Tunis, 2011 (roman)
- À l'abri dans les ruines. Poésie et philosophie en écho, éd. E-Narrator,  Paris, 2012 (essai)
- Le retour des assassins, propos sur la Tunisie : janvier 2011 - juillet 2012 (préface de Pierre Bergounioux), éd. Le Bousquet – La Barthe, Barre-des-Cévennes, 2013 (pamphlet)
- Casuistique de l’égoïsme. Journal du ramadan 1434-2013, éd. Nirvana, Tunis, 2014 (journal)
- Hymne national précédé de L'Assassinat de Chokri Belaïd, éd. Nirvana, Tunis, 2014 (pamphlet)
- Moncef Mezghanni, Le Merle de la ville captive, éd. Fédérop, Gardonne, 2014 (traduction d'Aymen Hacen)
- L'Art tunisien de la guerre, éd. KA' éditions, Tunis, 2014 (pamphlet ; postface de Roland Jaccard)
- Tunisité, suivi de Chroniques du sang calciné et autres polèmes, éd. Fédérop, Gardonne, 2015 (poésie)
- Adonis, Jérusalem, éd. Mercure de France, Paris, 2016 (traduction d'Aymen Hacen)

### Articles
- « Variations sur Mythologie de l'homme, ou la voix bleue d'Armel Guerne », Les Cahiers du Moulin, cinquième année, n°9, octobre 2006, p. 14-17
- « De la nécessité de traduire Armel Guerne en arabe », Les Cahiers du Moulin, cinquième année, n°10, p. 12-13
- « Tombeau d'Emil Cioran », Le Nouveau Recueil, n°78, mars 2006, p. 28-30
- « Au clair de la vie, autour d'Yves Leclair », Le Nouveau Recueil, n°78, mars 2006, p. 157-169
- « Partir du bleu », Europe, n°935, mars 2007, p. 211-218 (article sur Pierre-Albert Jourdan)